# Dodsonia
Dodsonia é um género botânico pertencente à família das orquídeas (Orchidaceae).

## Lista de espécies
- Dodsonia falcata
- Dodsonia saccata